# 2015
Il 2015 (MMXV in numeri romani) è un anno  del XXI secolo.
È stato designato come Anno Internazionale della Luce.

## Eventi

### Gennaio
- Termine per il raggiungimento degli obiettivi della Dichiarazione del Millennio.
- 1º gennaio
  - Nasce l'Unione economica eurasiatica a cui aderiscono Russia, Bielorussia, Armenia, Kazakistan e Kirghizistan.
  - La Lituania adotta l'Euro come moneta corrente.
  - La Lettonia assume la presidenza di turno dell'Unione europea.
- 3 gennaio – 7 gennaio: nei pressi del Lago Chad, nel Borno, in Nigeria, Boko Haram rade al suolo sedici villaggi causando la morte di circa 200-2.000 persone.[1]
- 7 gennaio
  - A Sana'a, in Yemen, un'autobomba esplode davanti alla scuola di polizia della città uccidendo 38 persone.[2]
  - A Parigi, in Francia, un attentato alla sede del settimanale satirico Charlie Hebdo causa dodici vittime, fra cui alcuni noti fumettisti francesi (Charb, Georges Wolinski, Philippe Honoré, Cabu, Tignous) e l'economista Bernard Maris.[3]
- 8 gennaio: elezioni presidenziali in Sri Lanka.
- 9 gennaio: a Parigi il terrorista Amedy Coulibaly prende in ostaggio 20 persone all'interno di un negozio di alimentari kosher nel quartiere di Porte de Vincennes uccidendone 4. A seguito dell'intervento delle forze speciali Coulibaly viene ucciso e quattro ostaggi rimangono feriti.[4]
- 10 gennaio: una bambina di 10 anni viene imbottita di esplosivo dai fondamentalisti di Boko Haram e fatta esplodere nel mercato di Maiduguri, in Nigeria, causando 20 morti e 18 feriti.[5]
- 11 gennaio: due bambine di poco più di 10 anni si fanno esplodere in un mercato di Potiskum, in Nigeria, causando 3 morti e 43 feriti.
- 12 gennaio
  - In Croazia viene eletta la prima presidente donna Kolinda Grabar Kitarović.
  - Incursione di Kolofata: muoiono 143 combattenti di Boko Haram.
  - Il portoghese Cristiano Ronaldo vince la quinta edizione del Pallone d'oro FIFA; secondo l'argentino Lionel Messi, terzo il tedesco Manuel Neuer.
- 14 gennaio: Dopo nove anni al Quirinale, Giorgio Napolitano si dimette dalla carica di presidente della Repubblica Italiana.
- 15 gennaio: La Banca nazionale svizzera abbandona il tetto sul valore del franco relativo all'euro, causando turbolenze sui mercati finanziari internazionali.
- 16 gennaio: Dopo 11 anni di ricerche la telecamera della sonda della NASA Mars Reconnaissance Orbiter riprende i resti del lander Beagle 2 dell'Agenzia spaziale europea, andato perso su Marte il 6 febbraio 2004.
- 18 gennaio: Papa Francesco celebra una storica messa a Manila davanti a oltre sei milioni di fedeli durante il viaggio apostolico nel Sud-est asiatico.
- 22 gennaio: una rivolta condotta dagli zayditi Ḥūthī depone il presidente dello Yemen 'Abd Rabbih Mansur Hadi dopo un assalto al palazzo presidenziale di Sana'a.
- 23 gennaio: Salmān bin ʿAbd al-ʿAzīz Āl Saʿūd assume la carica di Re dell'Arabia Saudita dopo la morte del fratellastro ʿAbd Allāh.
- 25 gennaio: In Grecia si svolgono le elezioni parlamentari che vedono vincitore Alexīs Tsipras.
- 31 gennaio: Il giudice costituzionale Sergio Mattarella viene eletto presidente della Repubblica Italiana al 4º scrutinio.

### Febbraio
- 12 febbraio
  - I leader di Russia, Ucraina, Germania e Francia raggiungono un accordo sul conflitto in Ucraina orientale che include un cessate il fuoco e il ritiro delle armi pesanti. Tuttavia, alcuni giorni dopo, il governo ucraino e i ribelli filo-russi affermano che, nel suo primo giorno, il cessate il fuoco è stato rotto 139 volte, poiché entrambe le parti non riuscirono a ritirare le loro armi pesanti e i combattimenti continuarono.
  - Il Consiglio di sicurezza delle Nazioni Unite adotta la Risoluzione 2199 per la lotta al terrorismo.
- 14 febbraio: la città libica di Sirte viene parzialmente occupata dai militanti dello Stato Islamico.
- 14 e 15 febbraio: a Copenaghen, due attentati terroristici colpiscono un centro culturale e una sinagoga, provocando la morte di due persone e il ferimento di cinque agenti di polizia.
- 16 febbraio: le Forze armate egiziane conducono attacchi aerei contro un ramo del gruppo militante islamico ISIS in Libia, come rappresaglia per la decapitazione di un gruppo di oltre una dozzina di cristiani egiziani.

### Marzo
- 5 marzo – 8 marzo: i siti archeologici di Nimrud, Hatra e Dur Šarrukin in Iraq vengono demoliti dallo Stato Islamico dell'Iraq e del Levante.
- 6 marzo: la sonda della NASA Dawn entra in orbita attorno a Cerere diventando così il primo veicolo spaziale a visitare un pianeta nano.
- 12 marzo: lo Stato Islamico dell'Iraq e il Levante accetta l'alleanza di Boko Haram, annettendo effettivamente il gruppo.
- 13 marzo: Papa Francesco annuncia il Giubileo straordinario che avrà inizio con l'apertura della Porta Santa della Basilica di San Pietro l'8 dicembre 2015, a 50 anni esatti dalla chiusura del Concilio Ecumenico Vaticano II, e terminerà il 20 novembre 2016 nella Solennità di Cristo Re.
- 18 marzo: al Museo nazionale del Bardo di Tunisi un attentato terroristico provoca la morte di 22 persone ed il ferimento di altre 45.
- 22 marzo: in Yemen per formare un governo legittimo inizia la guerra civile.
- 24 marzo: il volo Germanwings 9525, partito da Barcellona e diretto a Düsseldorf, viene fatto precipitare da Andreas Lubitz, il copilota del velivolo, sulle Alpi dell'Alta Provenza, in Francia; il bilancio è di 150 morti.
- 25 marzo: una coalizione di nazioni arabe guidata dall'Arabia Saudita interviene militarmente nello Yemen per contrastare l'offensiva degli Huthi.

### Aprile
- 2 aprile: Kenya, 150 persone vengono uccise dal gruppo terrorista di Al-Shabaab nella strage di Garissa.
- 18 aprile: naufragio nel canale di Sicilia di una imbarcazione carica di 887 migranti al largo delle coste libiche, impattato incidentalmente con la nave King Jacob. Oltre 800 i morti, il numero più alto di vittime mai registrato.[6]
- 19 aprile: elezioni parlamentari in Finlandia.
- 25 aprile: un terremoto di magnitudo 7,9 devasta il Nepal causando oltre 9 000 morti in Nepal, India, Cina e nel Bangladesh.
- 29 aprile: l'Organizzazione Mondiale della Sanità (OMS) dichiara che la rosolia è stata sradicata dall'America.[7]

### Maggio
- 1º maggio: inizio dell'Expo 2015 a Milano, in Italia. L'esposizione si è protratta fino al 31 ottobre.
- 4 maggio: In ricordo della Strage di Superga esattamente in questo giorno nel 1949, la FIFA ha proclamato la "Giornata Mondiale del Giuoco Calcio".
- 7 maggio: Elezioni generali nel Regno Unito.
- 10 maggio: primo turno delle elezioni presidenziali in Polonia.
- 11 e 12 maggio: la Version O de Les Femmes d'Alger di Pablo Picasso è venduta per 179.300.000 US$ all'asta Christie's di New York, mentre la scultura L'Homme au doigt di Alberto Giacometti è venduta per 141,3 milioni di US$, stabilendo un nuovo record mondiale rispettivamente per un dipinto e per una scultura.[8][9]
- 12 maggio: un secondo forte terremoto di magnitudo 7,3 della scala Richter causa più di 200 morti in Nepal,[10] India,[11] Cina[12] e Bangladesh.[12]
- 15 maggio: il primo ministro del Lussemburgo Xavier Bettel sposa il compagno Gauthier Destenay, divenendo il primo capo di Governo dell'Unione Europea a sposarsi con un partner dello stesso sesso durante il mandato.
- 20 maggio: Le due repubbliche costituenti della Novorossia, la Repubblica Popolare di Doneck e la Repubblica Popolare di Lugansk, annunciano la sospensione della federazione e ritornano ad essere stati separati (anche se non riconosciuti internazionalmente).
- 21 maggio: la città di Palmira viene conquistata dallo Stato Islamico.
- 23 maggio: l'Irlanda diventa il primo Paese a legalizzare il matrimonio omosessuale attraverso un referendum.[13]
- 24 maggio: secondo turno delle elezioni presidenziali in Polonia.
- 27 maggio: a seguito di un'inchiesta internazionale coordinata dall'FBI, sette dirigenti della FIFA vengono arrestati.

### Giugno
- 2 giugno: Joseph Blatter, presidente della FIFA, si dimette dopo le accuse di corruzione.
- 6 giugno: I governi di India e Bangladesh ratificano ufficialmente il loro accordo del 1974 sullo scambio di enclavi lungo il loro confine.
- 7 giugno
  - elezioni parlamentari in Turchia.
  - elezioni parlamentari in Messico.
- 7 e 8 giugno: si tiene a Garmisch-Partenkirchen, Germania, il 41° vertice del G7.
- 11 giugno: l'astronauta italiana Samantha Cristoforetti torna sulla Terra dopo 200 giorni nello spazio. Diventa così la prima donna al mondo, ad aver trascorso più giorni in orbita e ad aver affrontato la missione più lunga, superando il precedente record dell'americana Sunita Williams di 195 giorni.
- 25 giugno: lo Stato Islamico lancia una nuova offensiva contro la città siriana di Kobanê, da cui era stato espulso in gennaio, uccidendo 233 civili.
- 26 giugno
  - un attentato terroristico a Susa, in Tunisia, causa 37 vittime.
  - un attentato alla moschea di Al Kuwait, in Kuwait, causa 27 vittime e 227 feriti.
  - La Corte suprema degli Stati Uniti con cinque voti favorevoli e quattro contrari, ha stabilito che il matrimonio omosessuale è un diritto costituzionale.

### Luglio
- 1º luglio
  - il Lussemburgo assume la presidenza di turno dell'Unione europea.
  - Crisi economica della Grecia: la Grecia diventa la prima economia avanzata a mancare un pagamento al Fondo Monetario Internazionale in 71 anni di storia del FMI.
- 5 – 13 luglio: Dopo sei mesi di scontri ed inutili negoziazioni tra il neoeletto governo di sinistra della Grecia e i creditori del paese sulle misure di austerità imposte attraverso programmi di salvataggio, la tensione aumenta mentre la Grecia vota in un referendum per respingere i termini offerti in un terzo programma; tuttavia il governo alla fine procede a termini più duri rispetto a quelli offerti in precedenza, in quello che venne ampiamente descritto come un colpo di Stato da parte dei creditori.
- 14 luglio:
  - La sonda spaziale statunitense New Horizons raggiunge e sorvola il pianeta nano Plutone.
  - Viene raggiunto e stipulato a Vienna uno storico accordo internazionale sul nucleare iraniano, fra la stessa Iran, l'Unione europea e le potenze mondiali, fra cui Cina, Stati Uniti, Russia e Regno Unito: l'accordo multilaterale prevede limitazioni all'arricchimento dell'uranio da parte dell'Iran per trent'anni; in cambio saranno cancellate e rimosse le sanzioni subìte nel recente passato, escluse solo quelle che riguardano gli armamenti.
- 18 luglio: esplosione di una bomba in un mercato di Baghdad, in Iraq, che provoca 115 morti e 50 feriti. Il gesto viene rivendicato dall'Isis.
- 20 luglio: gli Stati Uniti pongono fine all'embargo con Cuba ristabilendo le loro relazioni diplomatiche dopo 54 anni, con la riapertura delle proprie ambasciate nelle rispettive capitali.
- 23 luglio: la NASA annuncia la scoperta di Kepler-452 b, il pianeta più simile alla Terra mai avvistato, grazie al telescopio spaziale Kepler.
- 24 luglio: la Turchia inizia attacchi aerei contro il PKK nel Kurdistan iracheno e contro l'ISIS in Siria dopo la Strage di Suruç.
- 29 luglio: Microsoft rilascia la versione ufficiale di Windows 10.

### Agosto
- 6 agosto: viene inaugurato a Il Cairo il raddoppio del Canale di Suez.
- 7 agosto: Diversi attacchi terroristici scuotono il centro città della capitale afghana di Kabul, causando almeno 50 vittime.
- 10 agosto: Un'autobomba esplode all'aeroporto internazionale di Kabul, causando 5 vittime e dozzine di feriti.
- 12 agosto: Esplosione in una fabbrica di materiale chimico a Tianjin, porto industriale nel nord-est della Cina: 115 morti e 800 feriti.
- 13 agosto: Un camion bomba esplode in un mercato di Baghdad, in Iraq: l'attentato, rivendicato dallo Stato Islamico, provoca 67 morti e 150 feriti.
- 17 agosto: Una bomba esplode in pieno centro a Bangkok, causando 20 morti e 120 feriti.
- 31 agosto: Esplosione in una fabbrica di materiale chimico a Dongying: 13 morti e un grave incendio durato oltre cinque ore.

### Settembre
- 10 settembre: in Sudafrica viene scoperto l'Homo naledi.[14]
- 11 settembre: con 23 226 giorni di regno (63 anni, 7 mesi e 3 giorni), Elisabetta II ha eguagliato il primato della sua trisavola Vittoria; il suo regno è il più lungo di tutta la storia britannica e il più lungo in assoluto di una regina.
- 14 settembre:
  - Prima osservazione di onde gravitazionali: il LIGO individua per la prima volta onde gravitazionali. Questo evento non verrà annunciato sino all'11 febbraio 2016.
  - Malcolm Turnbull diventa primo ministro dell'Australia.
- 18 settembre: scoppia il caso che coinvolge l'azienda automobilistica tedesca Volkswagen, accusata di aver installato sulle proprie vetture un software per manipolare e aggirare le normative europee sull'inquinamento e di aver truccato i test anti-smog.
- 20 settembre: in Grecia, a seguito delle dimissioni anticipate di Alexīs Tsipras, si svolgono le elezioni anticipate che vengono vinte nuovamente dal premier uscente, con il 35,5% dei consensi.
- 24 settembre: una carica durante l'Hajj della Mecca causa almeno 2 200 morti, 900 feriti e più di 650 dispersi.
- 28 settembre: la NASA dichiara al mondo la scoperta di acqua su Marte. Possibilità di forme di vita sul pianeta.[15]
- 30 settembre: la Russia inizia attacchi aerei contro l'ISIS e l'opposizione siriana in sostegno del governo di Assad in Siria.

### Ottobre
- 1º ottobre: sparatoria all'Umpqua Community College.
- 3 ottobre: Un attacco aereo statunitense colpisce accidentalmente un ospedale di Médecins Sans Frontières (Medici Senza Frontiere) in Afghanistan: circa 20 morti.
- 10 ottobre: un attacco terrorista suicida durante una marcia per la pace ad Ankara, la capitale della Turchia, causa oltre 100 morti e 400 feriti.
- 19 ottobre: elezioni federali in Canada.
- 21 ottobre: la casa automobilistica Ferrari si quota alla Borsa di New York con il proprio titolo azionario.
- 25 ottobre: elezioni presidenziali in Argentina.
- 31 ottobre
  - Il volo 9268 della compagnia aerea russa Metrojet, partito da Sharm el-Sheikh precipita nel Sinai, provocando la morte di 224 persone. L'abbattimento è stato rivendicato dall'ISIS.
  - Si chiude l'Expo 2015 a Milano, in Italia. L'esposizione era iniziata il 1º maggio.

### Novembre
- 1º novembre: elezioni parlamentari in Turchia.
- 4 novembre: 
  - Justin Trudeau diventa primo ministro del Canada.
  - in seguito alle proteste scoppiate in Romania dopo l'incendio della discoteca "Colectiv" di Bucarest del 30 ottobre che ha causato 59 morti, si dimette il governo rumeno del primo ministro Victor Ponta.
- 7 novembre: storico primo incontro ufficiale tra un presidente della Cina (Xi Jinping) e uno di Taiwan (Ma Ying-jeou).
- 8 novembre: elezioni parlamentari in Croazia.
- 12 novembre: duplice attentato nella periferia di Beirut in Libano, che provoca 43 morti e 181 feriti. L'attacco, rivendicato dall'ISIS, è condotto da due kamikaze. In quello stesso giorno, Jihadi John, il boia del Da'esh, viene ucciso in un attacco aereo americano nei pressi di al-Raqqa.
- 13 novembre: una serie di attacchi terroristici nel centro di Parigi, rivendicati dall'ISIS, causano 130 morti[16] e oltre 300 feriti.
- 18 novembre: le forze di polizia francesi, nel corso di un blitz in un covo di terroristi a Saint-Denis, uccidono Abdelhamid Abaaoud, presunto organizzatore degli attentati di Parigi.
- 20 novembre: attentato all'hotel "Radisson Blu" di Bamako in Mali.
- 21 novembre: Malta vince il Junior Eurovision Song Contest, ospitato a Sofia, in Bulgaria.
- 24 novembre: la Turchia abbatte un caccia russo al confine con la Siria, causando la morte di 2 persone (un pilota e un soldato della missione di soccorso).
- 29 novembre: con l'apertura della Porta santa della Cattedrale di Notre-Dame di Bangui, Papa Francesco anticipa l'inizio del Giubileo straordinario della misericordia, inizialmente fissato per l'8 dicembre.
- 30 novembre: inizia a Parigi la XXI Conferenza sui cambiamenti climatici (COP21) delle Nazioni Unite, a cui partecipano esponenti dei governi di 196 nazioni.

### Dicembre
- 2 dicembre: Strage di San Bernardino: 14 morti. L'ISIS rivendica la responsabilità della strage.
- 12 dicembre
  - L'Accordo di Parigi, un patto globale sui cambiamenti climatici, che impegna tutti i paesi sottoscrittori a ridurre le emissioni di gas serra, è raggiunto alla COP21 a Parigi.
  - Per la prima volta, in Arabia Saudita, viene esteso il diritto di voto alle donne.[17]
- 15 dicembre: Viene formata la Coalizione Militare Islamica Antiterrorismo.
- 20 dicembre: elezioni politiche in Spagna.
- 22 dicembre: SpaceX fa atterrare un Falcon 9 privo di pilota, primo missile riutilizzabile ad entrare e tornare con successo dall'orbita terrestre.

## Scienza e tecnologia

### Astronomia
- 26 gennaio: l'asteroide (357439) 2004 BL86 di 325 m di diametro transita a 3,1 distanze lunari dalla Terra.
- 20 marzo: dai Paesi dell'Europa Settentrionale e del Nordafrica viene osservata un'eclissi solare totale centrale.
- 28 settembre: eclissi lunare totale.

## Nati
- 2 maggio - Charlotte di Galles, principessa britannica
- 17 ottobre - Arben Akış, attore turco

## Morti
Ci sono circa 2 120 voci su persone morte nel 2015; vedi la pagina Morti nel 2015 per un elenco descrittivo o la categoria Morti nel 2015 per un indice alfabetico.

## Calendario
| Calendario 2015 | Calendario 2015 | Calendario 2015 | Calendario 2015 | Calendario 2015 | Calendario 2015 | Calendario 2015 | Calendario 2015 | Calendario 2015 | Calendario 2015 | Calendario 2015 | Calendario 2015 | Calendario 2015 | Calendario 2015 | Calendario 2015 | Calendario 2015 | Calendario 2015 | Calendario 2015 | Calendario 2015 | Calendario 2015 | Calendario 2015 | Calendario 2015 | Calendario 2015 | Calendario 2015 | Calendario 2015 | Calendario 2015 | Calendario 2015 | Calendario 2015 | Calendario 2015 | Calendario 2015 | Calendario 2015 | Calendario 2015 | Calendario 2015 |
| --------------- | --------------- | --------------- | --------------- | --------------- | --------------- | --------------- | --------------- | --------------- | --------------- | --------------- | --------------- | --------------- | --------------- | --------------- | --------------- | --------------- | --------------- | --------------- | --------------- | --------------- | --------------- | --------------- | --------------- | --------------- | --------------- | --------------- | --------------- | --------------- | --------------- | --------------- | --------------- | --------------- |
|                 | 1               | 2               | 3               | 4               | 5               | 6               | 7               | 8               | 9               | 10              | 11              | 12              | 13              | 14              | 15              | 16              | 17              | 18              | 19              | 20              | 21              | 22              | 23              | 24              | 25              | 26              | 27              | 28              | 29              | 30              | 31              |                 |
| Gennaio         | Gi              | Ve              | Sa              | Do              | Lu              | Ma              | Me              | Gi              | Ve              | Sa              | Do              | Lu              | Ma              | Me              | Gi              | Ve              | Sa              | Do              | Lu              | Ma              | Me              | Gi              | Ve              | Sa              | Do              | Lu              | Ma              | Me              | Gi              | Ve              | Sa              |                 |
| Febbraio        | Do              | Lu              | Ma              | Me              | Gi              | Ve              | Sa              | Do              | Lu              | Ma              | Me              | Gi              | Ve              | Sa              | Do              | Lu              | Ma              | Me              | Gi              | Ve              | Sa              | Do              | Lu              | Ma              | Me              | Gi              | Ve              | Sa              |                 |                 |                 |                 |
| Marzo           | Do              | Lu              | Ma              | Me              | Gi              | Ve              | Sa              | Do              | Lu              | Ma              | Me              | Gi              | Ve              | Sa              | Do              | Lu              | Ma              | Me              | Gi              | Ve              | Sa              | Do              | Lu              | Ma              | Me              | Gi              | Ve              | Sa              | Do              | Lu              | Ma              |                 |
| Aprile          | Me              | Gi              | Ve              | Sa              | Do              | Lu              | Ma              | Me              | Gi              | Ve              | Sa              | Do              | Lu              | Ma              | Me              | Gi              | Ve              | Sa              | Do              | Lu              | Ma              | Me              | Gi              | Ve              | Sa              | Do              | Lu              | Ma              | Me              | Gi              |                 |                 |
| Maggio          | Ve              | Sa              | Do              | Lu              | Ma              | Me              | Gi              | Ve              | Sa              | Do              | Lu              | Ma              | Me              | Gi              | Ve              | Sa              | Do              | Lu              | Ma              | Me              | Gi              | Ve              | Sa              | Do              | Lu              | Ma              | Me              | Gi              | Ve              | Sa              | Do              |                 |
| Giugno          | Lu              | Ma              | Me              | Gi              | Ve              | Sa              | Do              | Lu              | Ma              | Me              | Gi              | Ve              | Sa              | Do              | Lu              | Ma              | Me              | Gi              | Ve              | Sa              | Do              | Lu              | Ma              | Me              | Gi              | Ve              | Sa              | Do              | Lu              | Ma              |                 |                 |
| Luglio          | Me              | Gi              | Ve              | Sa              | Do              | Lu              | Ma              | Me              | Gi              | Ve              | Sa              | Do              | Lu              | Ma              | Me              | Gi              | Ve              | Sa              | Do              | Lu              | Ma              | Me              | Gi              | Ve              | Sa              | Do              | Lu              | Ma              | Me              | Gi              | Ve              |                 |
| Agosto          | Sa              | Do              | Lu              | Ma              | Me              | Gi              | Ve              | Sa              | Do              | Lu              | Ma              | Me              | Gi              | Ve              | Sa              | Do              | Lu              | Ma              | Me              | Gi              | Ve              | Sa              | Do              | Lu              | Ma              | Me              | Gi              | Ve              | Sa              | Do              | Lu              |                 |
| Settembre       | Ma              | Me              | Gi              | Ve              | Sa              | Do              | Lu              | Ma              | Me              | Gi              | Ve              | Sa              | Do              | Lu              | Ma              | Me              | Gi              | Ve              | Sa              | Do              | Lu              | Ma              | Me              | Gi              | Ve              | Sa              | Do              | Lu              | Ma              | Me              |                 |                 |
| Ottobre         | Gi              | Ve              | Sa              | Do              | Lu              | Ma              | Me              | Gi              | Ve              | Sa              | Do              | Lu              | Ma              | Me              | Gi              | Ve              | Sa              | Do              | Lu              | Ma              | Me              | Gi              | Ve              | Sa              | Do              | Lu              | Ma              | Me              | Gi              | Ve              | Sa              |                 |
| Novembre        | Do              | Lu              | Ma              | Me              | Gi              | Ve              | Sa              | Do              | Lu              | Ma              | Me              | Gi              | Ve              | Sa              | Do              | Lu              | Ma              | Me              | Gi              | Ve              | Sa              | Do              | Lu              | Ma              | Me              | Gi              | Ve              | Sa              | Do              | Lu              |                 |                 |
| Dicembre        | Ma              | Me              | Gi              | Ve              | Sa              | Do              | Lu              | Ma              | Me              | Gi              | Ve              | Sa              | Do              | Lu              | Ma              | Me              | Gi              | Ve              | Sa              | Do              | Lu              | Ma              | Me              | Gi              | Ve              | Sa              | Do              | Lu              | Ma              | Me              | Gi              |                 |

## Premi Nobel
- per la Medicina: William C. Campbell, Tu Youyou, Satoshi Ōmura
- per la Fisica: Takaaki Kajita, Arthur B. McDonald
- per la Chimica: Tomas Lindahl, Paul Modrich, Aziz Sancar
- per la Letteratura: Svjatlana Aleksievič
- per la Pace: Quartetto per il dialogo nazionale in Tunisia
- per l'Economia: Angus Deaton